# 幼发拉底行省
幼发拉底西斯（拉丁語：Euphratensis，羅馬化：Euphratēsía），全称为幼发拉底流域奥古斯都（Augusta Euphratensis）是罗马帝国晚期以及拜占庭帝国时期位于叙利亚地区的一个行省，隶属于东方管区。

## 历史
该行省在戴克里先行政改革时期建立，可能是在330年至350年中的某个时间（可能为341年左右），罗马的幼发拉底行省以科艾勒叙利亚沿幼发拉底河西岸的土地建立。其包括了科马基尼与库瑞斯泰斯的领土。治所为库尔路斯，也有可能是希拉波利斯-班比克。395年狄奧多西一世去世后东西罗马分治时，此行省仍归于东罗马帝国。